# Chiyono Hasegawa
Chiyono Hasegawa (em japonês: 長谷川 チヨノ) (20 de novembro de 1896 – 2 de dezembro de 2011) foi uma supercentenária japonesa que aos 115 anos e 12 dias, era a pessoa viva mais velha verificada do Japão (desde a morte de Kama Chinen em 2 de maio de 2010) e a segunda pessoa viva verificada mais velha do mundo depois de Besse Cooper.
Em setembro de 2008, Chiyono de 111 anos e seu neto de 61 anos foram visitados pelo governador Furukawa da Província de Saga. 
Em 2 de maio de 2010, ela se tornou a pessoa japonesa viva mais velha verificada, Hasegawa participou de uma cerimônia realizada em seu lar de idosos que anunciou seu novo recorde.
Chiyono morreu por causas naturais em 2 de dezembro de 2011 aos 115 anos. Após sua morte, Jiroemon Kimura tornou-se a pessoa mais velha do Japão e Koto Okubo tornou-se a mulher mais velha do Japão.